# Отрадне (Щучанський район)
Отра́дне (рос. Отрадное) — село у складі Щучанського району Курганської області, Росія. Входить до складу Зайковської сільської ради.
Населення — 199 осіб (2010, 251 у 2002).
Національний склад станом на 2002 рік: росіяни — 90 %.